# تمصلوحت (تمصلوحت)
تمصلوحت هي إحدى مشيخات المملكة المغربية، تتبع جغرافيا لإقليم الحوز وإداريًا لتمصلوحت. يقدر عدد سكانها بـ 3132 نسمة حسب الإحصاء الرسمي للسكان والسكنى لسنة 2004.